# Bitterkruidboorvlieg
De bitterkruidboorvlieg (Tephritis separata) is een vliegensoort uit de familie van de boorvliegen (Tephritidae). De wetenschappelijke naam van de soort is voor het eerst geldig gepubliceerd in 1871 door Rondani.